# 罗斯特勒南
罗斯特勒南（法語：Rostrenen，法語發音：[ʁɔstʁənɛ̃]），法国西北部城市，布列塔尼大区阿摩尔滨海省的一个市镇，隶属于甘冈区，其市镇面积为32.17平方公里，2022年1月1日时人口数量为3,282人，在法国城市中排名第3,576位。
罗斯特勒南位于阿摩尔滨海省西南部，阿摩里卡丘陵腹地，是一个区域性的中心城市，多条公路在此交汇。

## 地名来源
根据当地官方网站的论述，“Rostrenen”一名出自布列塔尼语单词“roz”和“draenenn”，分别意为“丘陵”和“欧洲黑莓”。
罗斯特勒南所处区域历史上曾通行布列塔尼语，“Rostrenen”对应的布列塔尼语拼写为“Rostrenen”。

## 历史

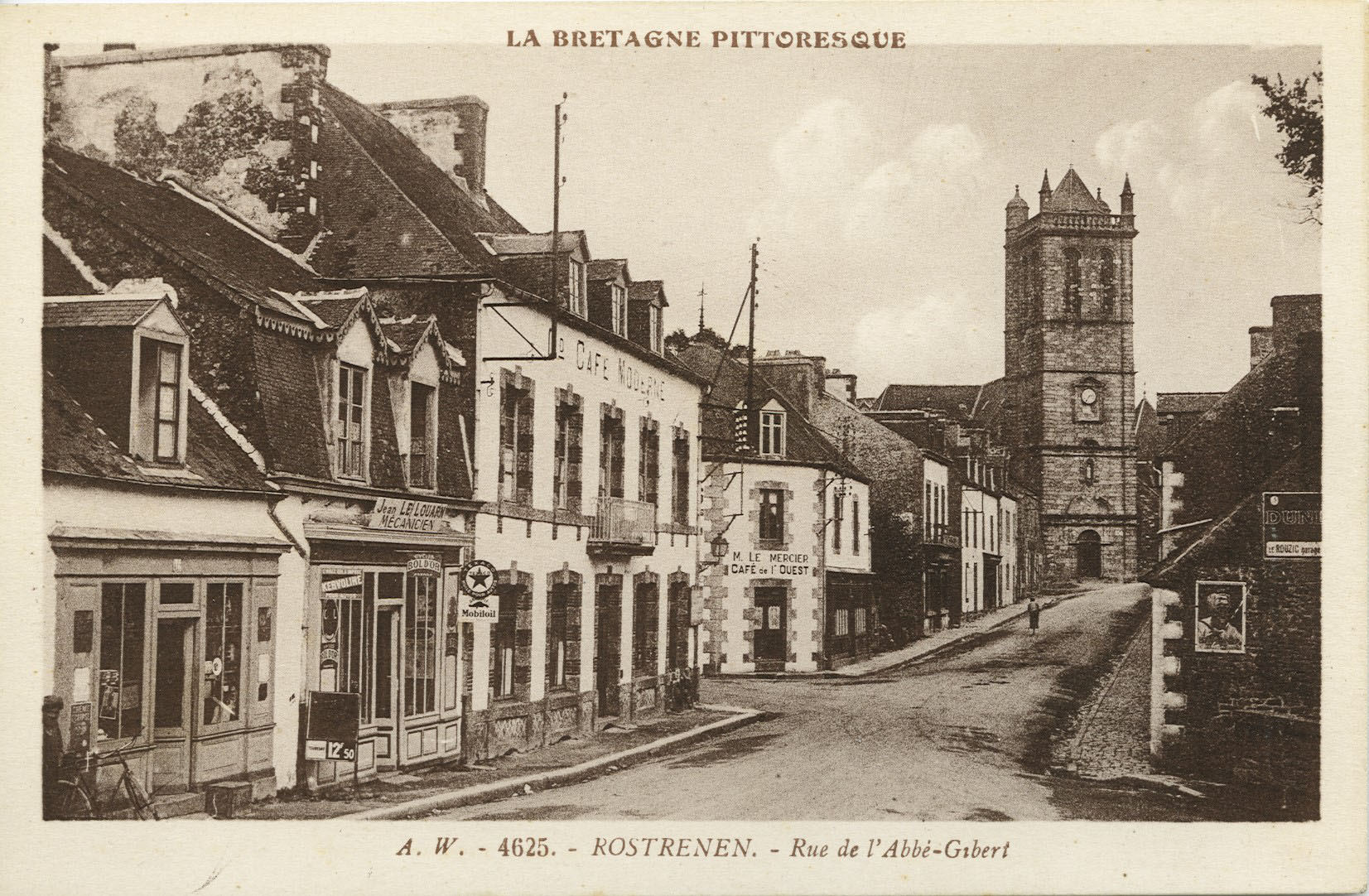
20世纪20年代的罗斯特勒南街头

罗斯特勒南的早期历史尚不清楚。罗斯特勒南家族（Maison de Rostrenen）创建于683年。约公元830年，罗斯特勒南领主纪尧姆（Guillaume）将罗斯特勒南城堡卖给了法兰西王室。公元12世纪时，环绕罗斯特勒南的城墙建成。中世纪末，罗斯特勒南被博马努瓦尔家族继承，其成员图桑（Toussaint de Beaumanoir）于1581年将罗斯特勒南城堡扩建为一处军事堡垒。1601年，在亨利四世的命令下，罗斯特勒南城堡被拆除。法国大革命后，罗斯特勒南成为北滨海省（1990年更名为“阿摩尔滨海省”）的一个市镇。1793年，罗斯特勒南地区多个市镇的保皇派成员加入舒昂党，在罗斯特勒南附近与共和国军队发生激烈冲突。工业革命期间，途径罗斯特勒南的南特—布雷斯特运河开凿建成，此后途径此地的卡赖—卢代阿克铁路亦建成通车，该铁路于1967年关闭。1970年，博南整体并入罗斯特勒南的市镇范围。2016年，罗斯特勒南加入布列塔尼语言保护组织。2021年，罗斯特勒南成为BRUDED组织成员。

## 地理

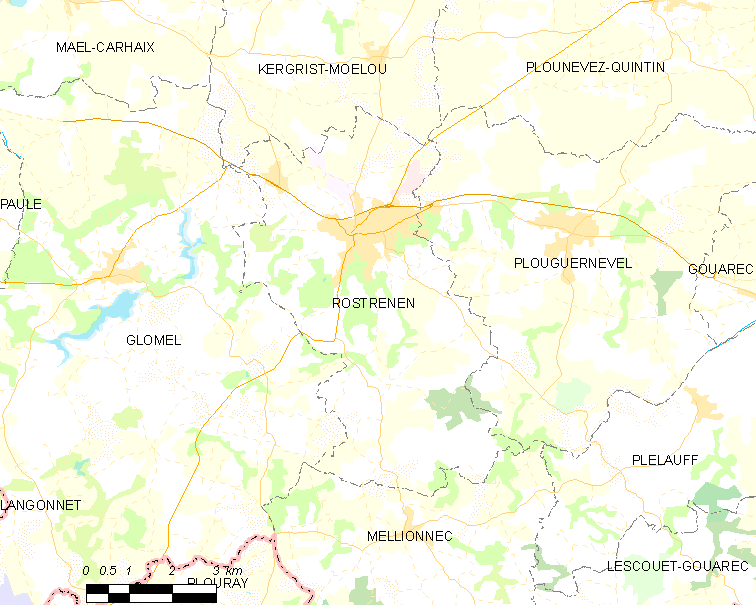
罗斯特勒南市镇范围地图

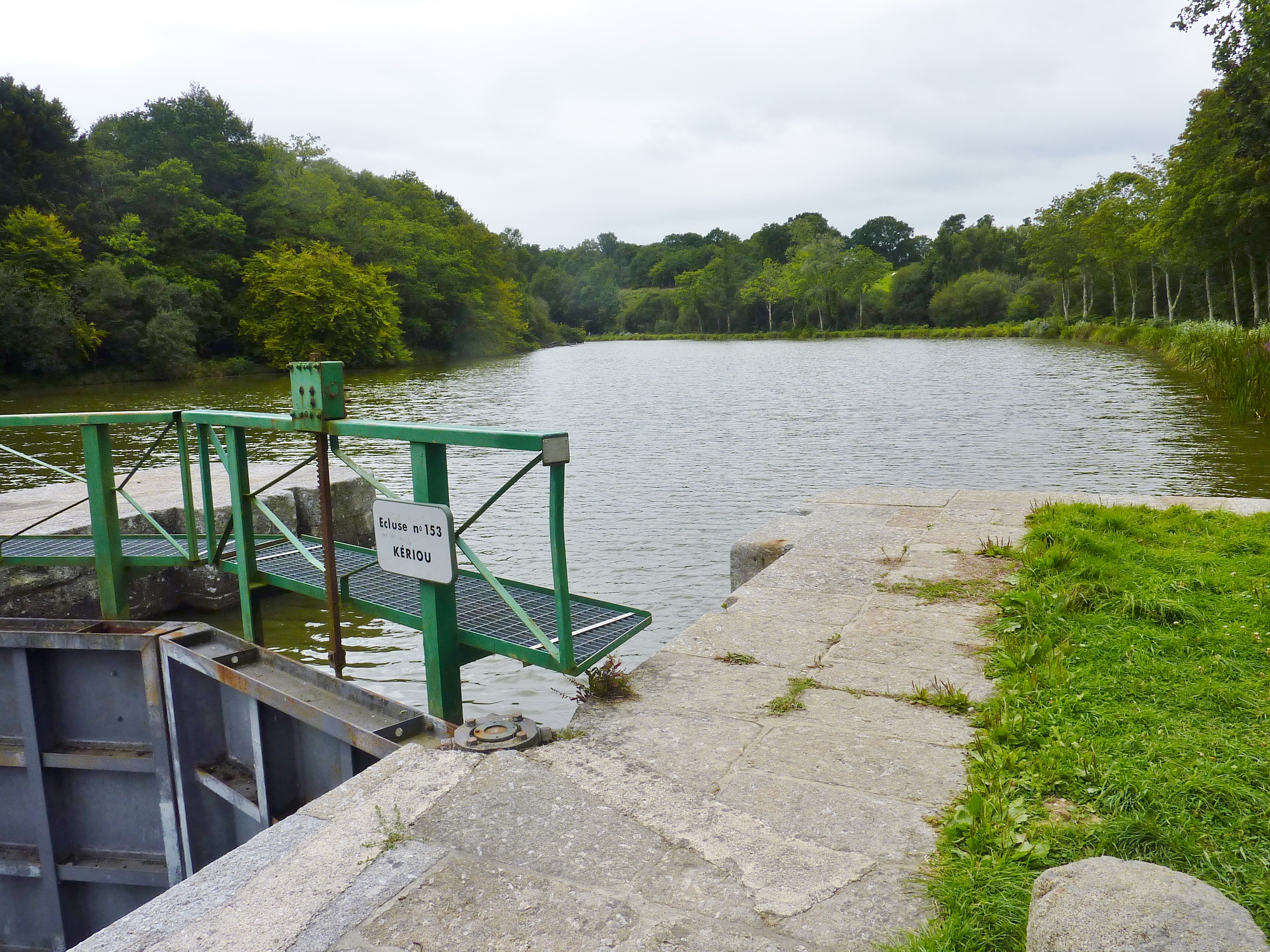
南特—布雷斯特运河上的一处水闸

罗斯特勒南位于法国西北部，布列塔尼大区西部和阿摩尔滨海省西南部，距离省会圣布里厄大约57公里。与罗斯特勒南接壤的市镇包括：凯尔格里斯特-莫埃卢、梅利奥内克、格洛梅勒和普卢盖内韦勒。

### 地形
罗斯特勒南位于阿摩里卡丘陵腹地，努瓦尔山区，境内以浅丘和平原为主，市镇中心整体地势较为平坦，全境海拔在152到262米之间。

### 水文
罗斯特勒南位于布拉韦河流域范围内，人工开凿的南特—布雷斯特运河从市镇范围南部经过。

### 植被
罗斯特勒南属于温带阔叶混交林区，林地散落分布于市镇范围内的多个街区。
在鲜花城市的评比中，罗斯特勒南被评为1星级鲜花城市。

### 气候
罗斯特勒南在柯本气候分类法中属于温带海洋性气候（Cfb）。
罗斯特勒南境内设有一处气象站，该站已于1990年关闭。
距离罗斯特勒南最近的运行中的常年气象站位于卡赖普卢盖尔境内，以下为该气象站的数据（其中部分极端数值取自原罗斯特勒南气象站，日照数据取自洛里昂气象站）：
| 卡赖普卢盖尔 1981年－2019年 | 卡赖普卢盖尔 1981年－2019年 | 卡赖普卢盖尔 1981年－2019年 | 卡赖普卢盖尔 1981年－2019年 | 卡赖普卢盖尔 1981年－2019年 | 卡赖普卢盖尔 1981年－2019年 | 卡赖普卢盖尔 1981年－2019年 | 卡赖普卢盖尔 1981年－2019年 | 卡赖普卢盖尔 1981年－2019年 | 卡赖普卢盖尔 1981年－2019年 | 卡赖普卢盖尔 1981年－2019年 | 卡赖普卢盖尔 1981年－2019年 | 卡赖普卢盖尔 1981年－2019年 | 卡赖普卢盖尔 1981年－2019年 |
| 月份                        | 1月                         | 2月                         | 3月                         | 4月                         | 5月                         | 6月                         | 7月                         | 8月                         | 9月                         | 10月                        | 11月                        | 12月                        | 全年                        |
| --------------------------- | --------------------------- | --------------------------- | --------------------------- | --------------------------- | --------------------------- | --------------------------- | --------------------------- | --------------------------- | --------------------------- | --------------------------- | --------------------------- | --------------------------- | --------------------------- |
| 历史最高温 °C（°F）         | 17 (63)                     | 19 (66)                     | 23.5 (74.3)                 | 29 (84)                     | 30.5 (86.9)                 | 33.5 (92.3)                 | 35.5 (95.9)                 | 39 (102)                    | 31.5 (88.7)                 | 28.5 (83.3)                 | 21 (70)                     | 20 (68)                     | 39 (102)                    |
| 平均高温 °C（°F）           | 8.5 (47.3)                  | 9.4 (48.9)                  | 11.9 (53.4)                 | 14.2 (57.6)                 | 17.7 (63.9)                 | 20.7 (69.3)                 | 22.5 (72.5)                 | 22.6 (72.7)                 | 20.2 (68.4)                 | 16.1 (61.0)                 | 11.8 (53.2)                 | 9.1 (48.4)                  | 15.4 (59.7)                 |
| 日均气温 °C（°F）           | 5.7 (42.3)                  | 6 (43)                      | 7.8 (46.0)                  | 9.4 (48.9)                  | 12.6 (54.7)                 | 15.2 (59.4)                 | 17.1 (62.8)                 | 17.1 (62.8)                 | 14.9 (58.8)                 | 12.1 (53.8)                 | 8.4 (47.1)                  | 6.2 (43.2)                  | 11 (52)                     |
| 平均低温 °C（°F）           | 2.9 (37.2)                  | 2.6 (36.7)                  | 3.8 (38.8)                  | 4.6 (40.3)                  | 7.5 (45.5)                  | 9.8 (49.6)                  | 11.7 (53.1)                 | 11.7 (53.1)                 | 9.6 (49.3)                  | 8 (46)                      | 5 (41)                      | 3.3 (37.9)                  | 6.7 (44.1)                  |
| 历史最低温 °C（°F）         | −13.4 (7.9)                 | −10 (14)                    | −6.5 (20.3)                 | −4.5 (23.9)                 | −2 (28)                     | 0.8 (33.4)                  | 4 (39)                      | 2.5 (36.5)                  | 1 (34)                      | −4.5 (23.9)                 | −8 (18)                     | −10 (14)                    | −13 (9)                     |
| 平均降水量 mm（）           | 128.5 (5.06)                | 100.6 (3.96)                | 89 (3.5)                    | 78.9 (3.11)                 | 81.9 (3.22)                 | 55.5 (2.19)                 | 55.9 (2.20)                 | 53.5 (2.11)                 | 80.2 (3.16)                 | 112.6 (4.43)                | 115.2 (4.54)                | 130.6 (5.14)                | 1,082.4 (42.61)             |
| 月均日照時數                | 70.1                        | 95.1                        | 137.6                       | 182.5                       | 204.9                       | 230.1                       | 223                         | 215.9                       | 192.6                       | 115.8                       | 84.9                        | 74.8                        | 1,827.3                     |
| 来源：infoclimat.fr         |                             |                             |                             |                             |                             |                             |                             |                             |                             |                             |                             |                             |                             |

## 行政区划
罗斯特勒南的市镇编号为22266，邮政编号为22110。
在行政管理方面，罗斯特勒南隶属于法国布列塔尼大区阿摩尔滨海省甘冈区；在地方选举方面，罗斯特勒南是罗斯特勒南县的中央投票站所在地，其市镇范围全境被划入阿摩尔滨海省第四选区；在社会管理方面，罗斯特勒南是中布列塔尼市镇公共社区的办公驻地。
截至2023年7月，罗斯特勒南市镇范围内暂无任何城市敏感街区及城市政策优先街区。
法国国家统计与经济研究所（简称）在进行数据统计时，将罗斯特勒南市镇单独设为罗斯特勒南城市核心区（Unité urbaine de Rostrenen）及罗斯特勒南城市区（Aire urbaine de Rostrenen）。自2020年起，罗斯特勒南城市区被包含10个市镇的罗斯特勒南城市辐射区代替。此外，还将罗斯特勒南市镇整体看作一个“块区”（IRIS），以便于统计人口分布情况。

## 交通

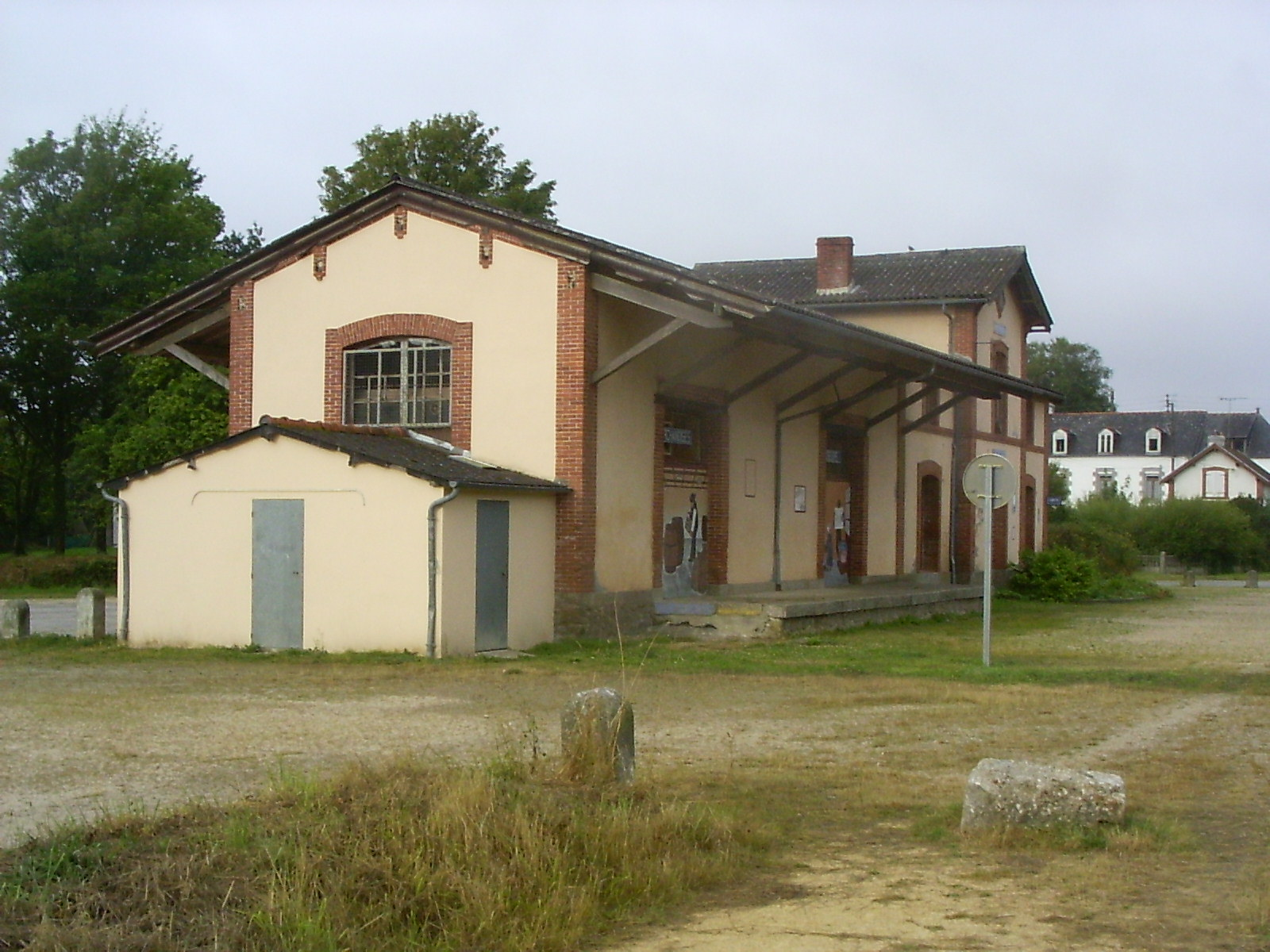
已废弃的原罗斯特勒南火车站站房

### 公路
法国国道N164线和阿摩尔滨海省省道D31线、D790线在罗斯特勒南境内交汇。布列塔尼大区下属的城际客运提供城际巴士线路，可前往圣布里厄、卢代阿克和甘冈。
| 圣布里厄 | 58 |

| 甘冈 | 44 |

| 卢代阿克 | 49 |

| 卡赖普卢盖尔 | 22 |

2019年，60%的罗斯特勒南家庭拥有至少一辆私人汽车。2020年，罗斯特勒南境内共发生各类交通事故1起，造成1人重伤。

### 铁路
罗斯特勒南位于卡赖—卢代阿克铁路和康坦－罗斯特勒南铁路交汇处，这两条铁路均已废弃。
距离罗斯特勒南最近的运营中的客运铁路车站为21公里外的卡赖站，该站开行始发前往甘冈方向区域列车。

### 航空
距离罗斯特勒南最近的民用航空站为71公里外的洛里昂机场。

### 城市公共交通
截至2023年7月，罗斯特勒南暂无城市公共交通系统。当地市镇公共社区提供其管辖范围内的定制交通出行服务。

## 政治

### 市政内阁

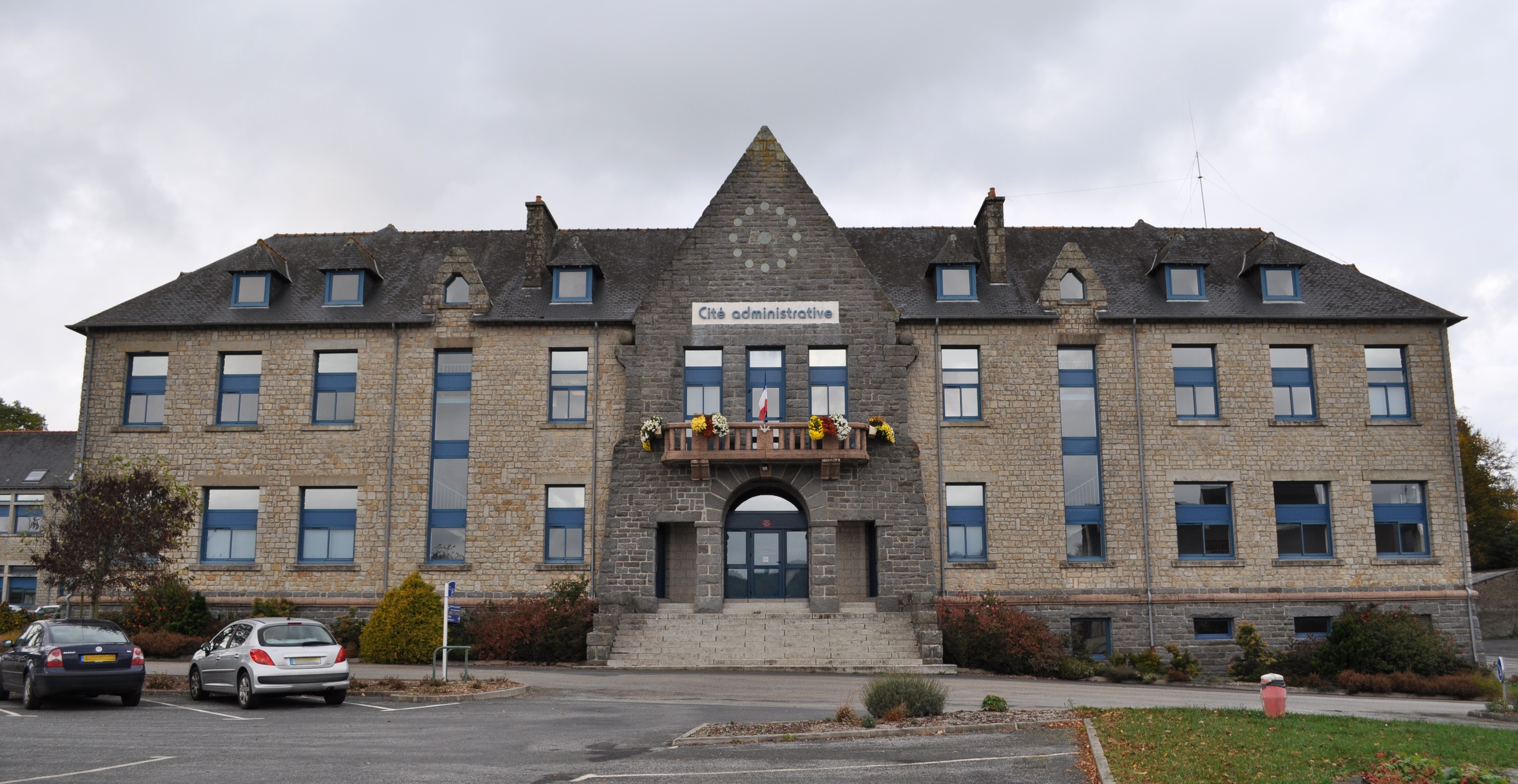
罗斯特勒南市政厅

罗斯特勒南的现任市长为纪尧姆·罗比克先生（Guillaume ROBIC），他是一名右翼无党派人士，在2020年的市政选举中获得了56.05%的支持率。
| 罗斯特勒南历届市长 | 罗斯特勒南历届市长                     | 罗斯特勒南历届市长                            |
| 任期               | 市长                                   | 党派                                          |
| ------------------ | -------------------------------------- | --------------------------------------------- |
| 1944年－1947年     | Auguste POULÉRIGUEN 奥古斯特·普莱里冈  | SFIO工人国际法国支部                          |
| 1947年－1959年     | Charles OLLIVRIN 夏尔·奥利夫兰         | RAD激进党                                     |
| 1959年－1970年     | Yves LE BOURGE 伊夫·勒布尔热           | CNIP全国独立人士与农民中心 →DVD右翼无党派人士 |
| 1970年－1983年     | Guillaume LE CAROFF 纪尧姆·勒卡罗夫    | PCF法国共产党                                 |
| 1983年－1992年     | Émile RADENAC 埃米尔·拉德纳克          | DVD右翼无党派人士                             |
| 1992年－1995年     | Marie-Paule DONNIOU 玛丽-波勒·多尼乌   | DVD右翼无党派人士                             |
| 1995年－2001年     | Christian GAUTIER 克里斯蒂安·戈蒂埃    | DVD右翼无党派人士                             |
| 2001年－2008年     | Ange HERVIOU 安热·埃尔韦乌             | PCF法国共产党                                 |
| 2008年－2020年     | Jean-Paul LE BOËDEC 让-保罗·勒博埃代克 | DVD右翼无党派人士                             |
| 2020年－           | Guillaume ROBIC 纪尧姆·罗比克          | DVG左翼无党派人士                             |

### 各级选举
| 罗斯特勒南历届投票选举结果 | 罗斯特勒南历届投票选举结果 | 罗斯特勒南历届投票选举结果 | 罗斯特勒南历届投票选举结果 | 罗斯特勒南历届投票选举结果   | 罗斯特勒南历届投票选举结果 | 罗斯特勒南历届投票选举结果 | 罗斯特勒南历届投票选举结果   | 罗斯特勒南历届投票选举结果 | 罗斯特勒南历届投票选举结果 |
| 选举项目                   | 选举范围                   | 选区单位                   | 选区单位内的选举结果       | 选区单位内的选举结果         | 选区单位内的选举结果       | 选区单位内的选举结果       | 选区单位内的选举结果         | 选区单位内的选举结果       | 参考资料                   |
| 选举项目                   | 选举范围                   | 选区单位                   | 第一轮胜出者               | 第一轮胜出者                 | 支持率                     | 第二轮胜出者               | 第二轮胜出者                 | 支持率                     | 参考资料                   |
| -------------------------- | -------------------------- | -------------------------- | -------------------------- | ---------------------------- | -------------------------- | -------------------------- | ---------------------------- | -------------------------- | -------------------------- |
| 2017年法國總統選舉         | 法國                       | 市镇                       |                            | 埃马纽埃尔·马克龙            | 28.37%                     |                            | 埃马纽埃尔·马克龙            | 75.74%                     | [ 27 ]                     |
| 2017年法国立法选举         | 阿摩尔滨海省第四选区       | 市镇                       |                            | 雅尼克·凯尔洛戈特            | 28.01%                     |                            | 安妮·勒乌埃鲁                | 55.93%                     | [ 27 ]                     |
| 2019年欧洲议会选举         | 法國                       | 市镇                       |                            | 娜塔莉·卢瓦索                | 21.95%                     | （不适用）                 | （不适用）                   | （不适用）                 | [ 29 ]                     |
| 2021年法国省级选举         | 阿摩尔滨海省               | 县                         |                            | 玛丽-若塞·费尔科克 阿兰·盖冈 | 47.99%                     |                            | 玛丽-若塞·费尔科克 阿兰·盖冈 | 67.16%                     | [ 30 ]                     |
| 2021年法国省级选举         | 阿摩尔滨海省               | 市镇                       |                            | 玛丽-若塞·费尔科克 阿兰·盖冈 | 53.68%                     |                            | 玛丽-若塞·费尔科克 阿兰·盖冈 | 73.54%                     | [ 30 ]                     |
| 2021年法国大区选举         | 布列塔尼大區               | 市镇                       |                            | 洛伊格·谢奈-吉拉尔           | 48.95%                     |                            | 洛伊格·谢奈-吉拉尔           | 56.8%                      | [ 31 ]                     |
| 2022年法国总统选举         | 法國                       | 市镇                       |                            | 埃马纽埃尔·马克龙            | 26.72%                     |                            | 埃马纽埃尔·马克龙            | 61.17%                     | [ 27 ]                     |
| 2022年法国立法选举         | 阿摩尔滨海省第四选区       | 市镇                       |                            | 阿兰·盖冈                    | 30.72%                     |                            | 米丽埃尔·勒夫罗              | 52.29%                     | [ 27 ]                     |

## 人口
2020年，罗斯特勒南市镇人口数量为3,132，在法国排名第3,576位。其中男性1,389人，女性1,667人，75岁及以上人口占17.0%，外籍人口数量为126人，人口密度为97人/平方公里，当地居民被称为（男性）或（女性）。2020年，罗斯特勒南境内出生20人，死亡人口62人。
| 罗斯特勒南1901年－2020年人口变化情况 |
|                                      |
| 数据来源：Cassini、INSEE             |

## 经济
罗斯特勒南是一个区域性的中心城市，隶属于工商局（de）。截至2023年7月，罗斯特勒南市镇范围内共有各类用人单位（包含自雇）568家，平均历史为18年，其中98.95%为中小型企业（PME），2023年5月至7月间，当地的经济活力指数为0.18%。（农副产品）、（PVC管道）及（五金）是当地2021年营业额最高的三个企业，分别为9,785,373欧元、4,244,002欧元和499,705欧元。

## 财政与居民收入
2021年，罗斯特勒南的财政收入总额为3,952,530欧元，财政支出总额为3,426,890欧元，当年的债务总额为5,646,290欧元。2021年，罗斯特勒南市镇通过增值税获得250,090欧元的收入，此外当地还共获得了358,840欧元的国家直接财政补助。
2019年，罗斯特勒南的人均月收入总额为1,866欧元，其中高级职员为3,426欧元，低于法国平均水平（4,230欧元）；中级职员为2,300欧元，低于法国平均水平（2,411欧元）；普通职员为1,598欧元，亦低于法国平均水平（1,740欧元）。
2019年，罗斯特勒南境内的贫困率为22%，青壮年（15至64岁）失业率为18.9%；当地32.4%的家庭拥有纳税资格，平均纳税1,460欧元，低于法国平均水平（4,393欧元）。

## 社会事务

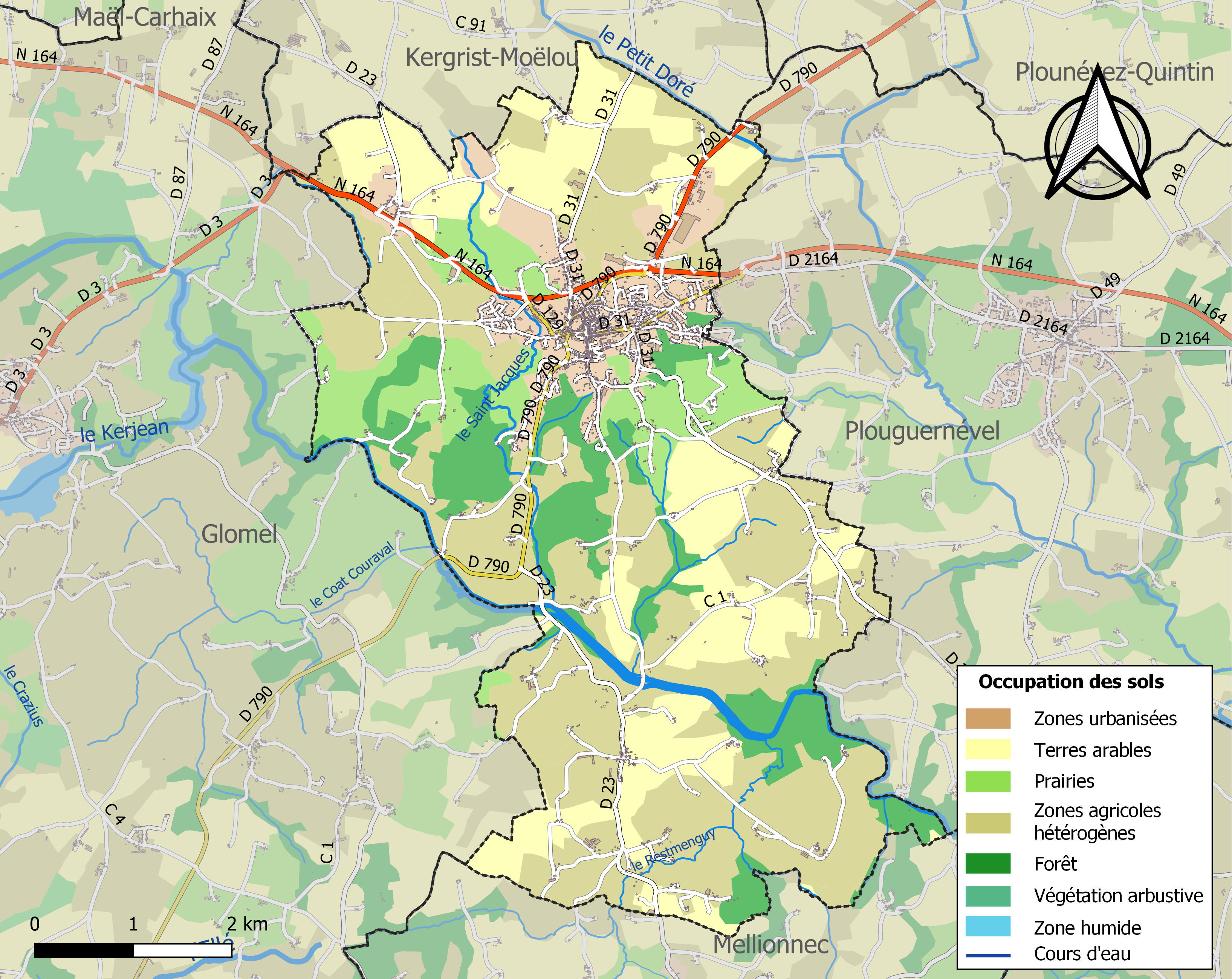
罗斯特勒南土地利用情况地图

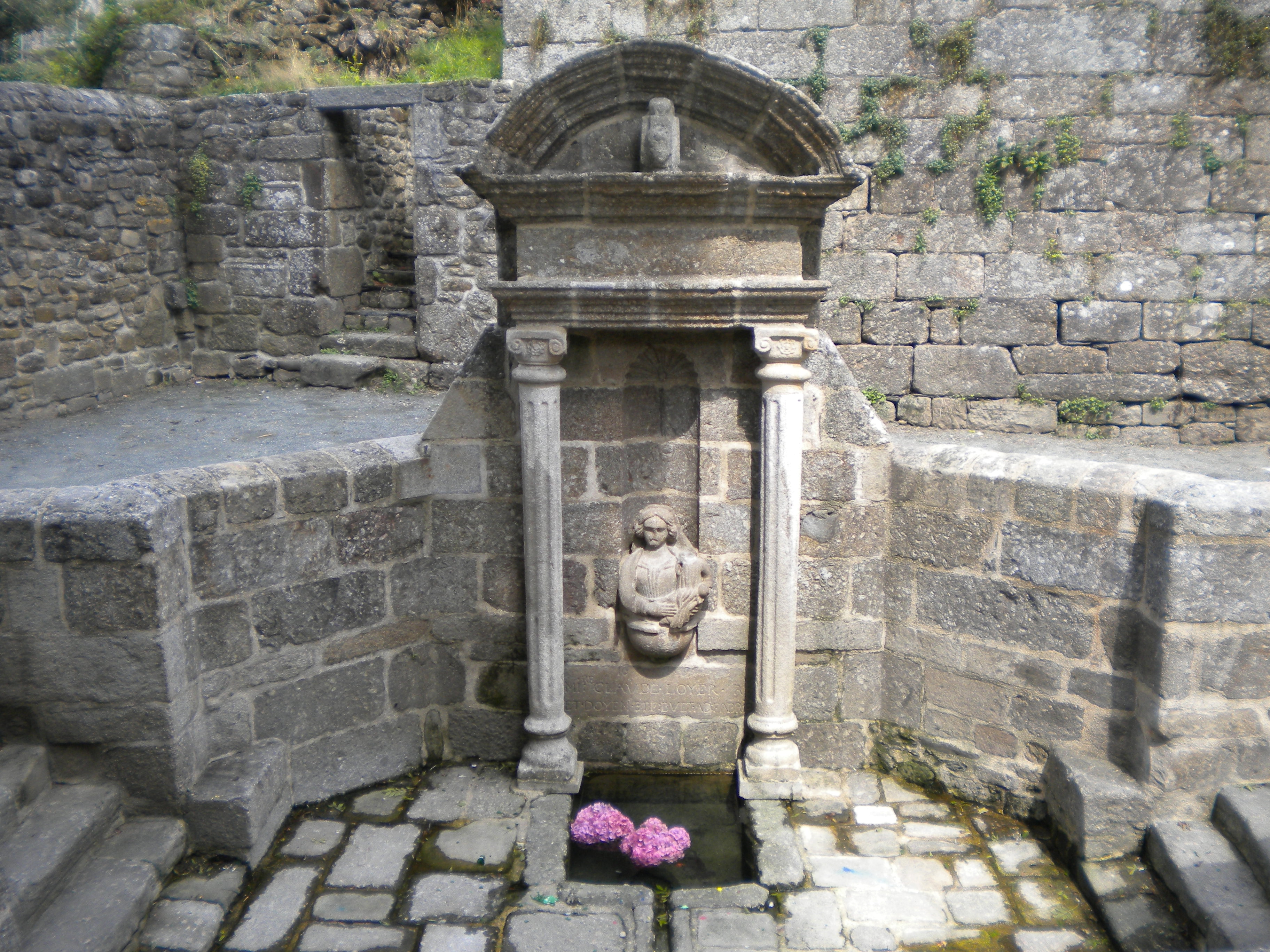
一处街头喷泉

### 教育
罗斯特勒南属于雷恩学区。截至2021年1月1日，罗斯特勒南境内共有2所小学、2所初级中学、1所普通高中和1所职业高中。2021至2022学年度，罗斯特勒南境内共有在校中等教育阶段学生435名。

### 医疗
截至2021年1月1日，罗斯特勒南境内共有全科医生2名、保健师5名、牙医2名和护士9名。境内共有药房2家。
距离罗斯特勒南最近的区域性医疗机构为布雷斯特大学中心医院下属的卡赖医院，后者位于卡赖-普卢盖市区，距离罗斯特勒南市区的正常车程大约20分钟，该院设有床位474个，是当地规模最大的公立综合性医院。

### 住房
2019年，罗斯特勒南境内共有各类住房2,043套，其中85.1%为独立式居民区，13.3%为集中式居民区。常住房屋占罗斯特勒南市镇范围内居民建筑总量的72.9%。
在住房保障政策方面，2021年，罗斯特勒南境内共有380户家庭获得了住房经济补助，受益人数占总人口数量的12.1%，其中361份为房租补助。

### 商业
2021年，罗斯特勒南境内共有各类实体商铺73家，其中餐厅10家、大型超市3家、杂货店3家、面包房3家、书店1家、装饰品店1家、银行门店3家、美容美发店6家、汽车维修店5家。市区北部建有Intermarché、Bricomarché等购物商场。

### 体育
2021年，罗斯特勒南境内共有2间体育馆、1座综合体育场、4处网球场、3处足球或橄榄球场以及1处篮球或排球场。
截至2023年7月，罗斯特勒南足球俱乐部（Rostrenen Football Club，编号510213）是罗斯特勒南境内唯一的一家注册足球俱乐部，该队成立于2004年，其主队2022至2023赛季参加布列塔尼大区足球联赛丙组（法国第八级别），其主场为奥古斯特·吉罗球场（Stade Auguste Girot）。

### 环境
罗斯特勒南的环境事务由其所属的中布列塔尼市镇公共社区联合各级政府协调负责。2021年，罗斯特勒南境内暂无污染企业。

### 治安
2021年，罗斯特勒南市镇范围内有1处宪兵队。
罗斯特勒南及其附近的共89个市镇是甘冈国家宪兵队（zone gendarmerie de Guingamp）的管辖范围。2020年，该宪兵队累计记录各类案件2,517起，其中盗窃类案件1,101起，经济类案件404起，毒品交易类案件132起。

## 文化

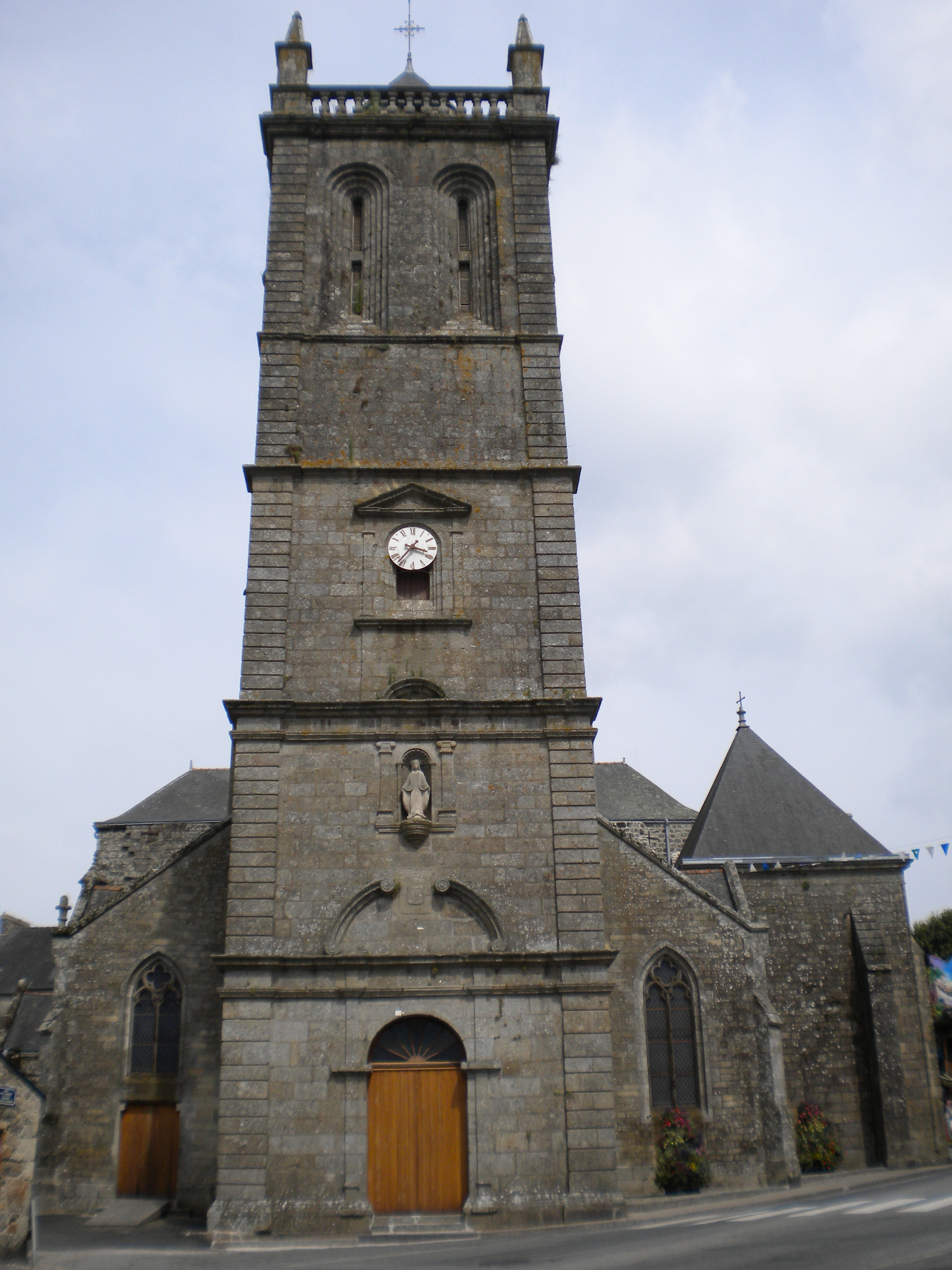
圣母教堂

2021年，罗斯特勒南境内有1家电影院。罗斯特勒南市政府提供多媒体中心，每周二、三、五、六向公众开放。

### 建筑
罗斯特勒南境内有多处历史建筑，其中龙西耶圣母教堂（Église Notre-Dame du Roncier）、康波斯塔勒庄园（Manoir de Campostal）等为法国国家文物保护单位。

### 旅游
罗斯特勒南的旅游事务由其所属的中布列塔尼市镇公共社区负责。2022年，罗斯特勒南境内共有1家酒店共计32间房间。

### 媒体
法国主要的媒体均可在罗斯特勒南接收，法国电视三台下属的布列塔尼大区频道在部分时段播出罗斯特勒南所在阿摩尔滨海省的地方新闻。《西部报》、《阿摩尔滨海小蓝报》、蓝色法兰西阿摩里卡广播等为当地主要的地方性媒体。

## 相关人物
法国女作家达妮埃尔·科洛贝尔和弗朗索瓦丝·莫尔旺出生于罗斯特勒南。

## 友好城市
截至2023年7月，罗斯特勒南共与两座城市建立了友好城市关系：
- 爱尔兰 Kanturk
- 法國 勒莫讷鲁日